# CC 6500
,,,
Les CC 6500 sont une série de locomotives électriques de ligne de la SNCF, produites par l'entreprise française Alsthom.

## Description

### Conception
Les CC 6500 furent le fleuron des locomotives mono-courant françaises à partir des années 1970, et les plus performantes de leur époque.
Ces machines sont les plus puissants modèles d’une importante famille de locomotives, tardivement surnommées les Nez cassés, dont des variantes furent livrées de 1964 à 1999 en France et dans le monde entier. Elles dérivent des CC 40100 et des CC 72000 et reprennent d'ailleurs les bogies des 72000. Les CC 6500 partagent la même ossature de caisse que les CC 72000 et CC 21000, seuls les habillages de caisse et les points d'ancrage des équipements diffèrent d'une famille à l'autre. Cette famille comprend seulement les CC 21000 bi-courant, car le projet d'une série CC 14500 pour courant alternatif monophasé, en vue d'une relation Paris-Londres par le tunnel sous la Manche, est resté sans suite.
À l’origine, Paul Arzens, qui a conçu leur design original, les avait spécialement habillées d’une livrée gris métallisé, rouge Capitole et orange, de même que les voitures Grand Confort auxquelles elles devaient s’accorder pour composer certains des TEE français constituant les trains phares de la SNCF d’alors.
Arzens appelait cette décoration la « livrée coup de soleil ».
Trois sous-séries (dont 2 locomotives de pré-série : CC 6501 et 6502) ont été livrées à la SNCF du 3 août 1969 au 4 juin 1975, la première et la troisième série étant destinées à la traction de trains de voyageurs. La deuxième série, les CC 6539 à 6559, constitue la série des « 6500 Maurienne », équipées de frotteurs pour troisième rail et spécialisées à la ligne de la Maurienne entre Chambéry et Modane. Elles étaient revêtues d'une robe vert foncé à bandes blanches, livrée qui fut extrapolée aux BB 15001 à 15005.
Particularités diverses de construction : à partir de la 60e locomotive, les CC 6500 reçurent des traverses de tête aménagées, avec une plaque boulonnée et renforcée pour l’hypothétique attelage automatique européen.
Entre 1995 et 1997 les quatre CC 21000 ont été transformées et renommées dans l'ordre en CC 6575 à 6578 (4eme sous série) .
La locomotive est du type C'C' (1 moteur et 3 essieux par bogie). Le schéma de traction repose sur un réglage de tension par rhéostat et graduateur (28 crans en série et série-parallèle, 20 crans en parallèle + 8 crans de shuntage applicable pour tout cran de traction) permettant trois couplages des 4 demi-moteurs possibles : série, série-parallèle (les 2 demi-moteurs d'un bogie en série) et parallèle.
Avec l'avènement des CC 6500/21000, la technique inaugure le système de l’auto-ventilation sur une locomotive, système déjà utilisé sur les automotrices.
Le principe est le suivant : le bogie moteur dispose d'une trompe de rejet d'aération, de façon que le moteur se ventile de lui-même. Le système permet une économie de poids pour la locomotive, car il n'est plus fait appel à un système de ventilation forcée. Mais l'auto-ventilation a aussi de gros inconvénients : en tractant de lourds et lents trains de marchandises, les moteurs ne se refroidissent plus suffisamment. Il peut alors se produire d'inévitables « flashs » des moteurs électriques. La solution mise en place a été l'installation de moto-ventilateurs soufflants sur les moteurs de traction, mis en marche automatiquement au démarrage de la locomotive.

### Livrées successives
- Livrée originale « coup de soleil » : la livrée initiale, également appelée livrée Grand Confort ou livrée TEE, était composée de gris métallisé avec un bandeau du même rouge que le « Capitole » au niveau des persiennes de ventilation. Cette bande était encadrée par deux lignes orange.
- Variante gris béton 804 de la livrée « coup de soleil » : le gris métallisé de la livrée « coup de soleil » ayant une mauvaise tenue dans le temps, la couleur fut remplacée par du gris béton 804. Ce choix fut appliqué dès la construction sur les deux dernières séries de CC 6500, et au fil des entrées en GRG (grandes révisions générales) pour les autres. De nombreuses variantes de cette livrée se sont succédé, notamment au niveau de l’application des couleurs en bas de caisse, sur la traverse de tamponnement et le toit, des marquages et logos (emplacement, typographie et couleur), et de la peinture du macaron sur le nez de la machine (orange et dessin blanc puis tout orange).
- Livrée Maurienne : vert bleuté foncé 312, bandes blanches et marquages jaunes, puis blancs.

- Livrée béton : grise avec une bande orange s’inspirant de la livrée des BB 7200 et des BB 22200. Seules les CC 6512 et 6568 eurent cette livrée à la suite de la contestation des conducteurs ; la première a été repeinte en livrée Fret, la deuxième l'a gardée jusqu'à sa radiation.
- Livrée Fret : vert clair avec bas de caisse gris métallisé et un large bandeau blanc oblique portant la mention « FRET ». La face avant de la cabine et le premier tiers gauche de la face latérale sont en vert jade. Un large bandeau blanc oblique porte les quatre lettres FRET en vert jade. La moitié droite de la caisse est peinte en gris métallisé pour rejoindre l'autre cabine. La décoration est identique des deux côtés de la machine. Le brancard de châssis, les traverses de tête, la toiture et les bogies sont en gris orage.

## Carrière

### Service

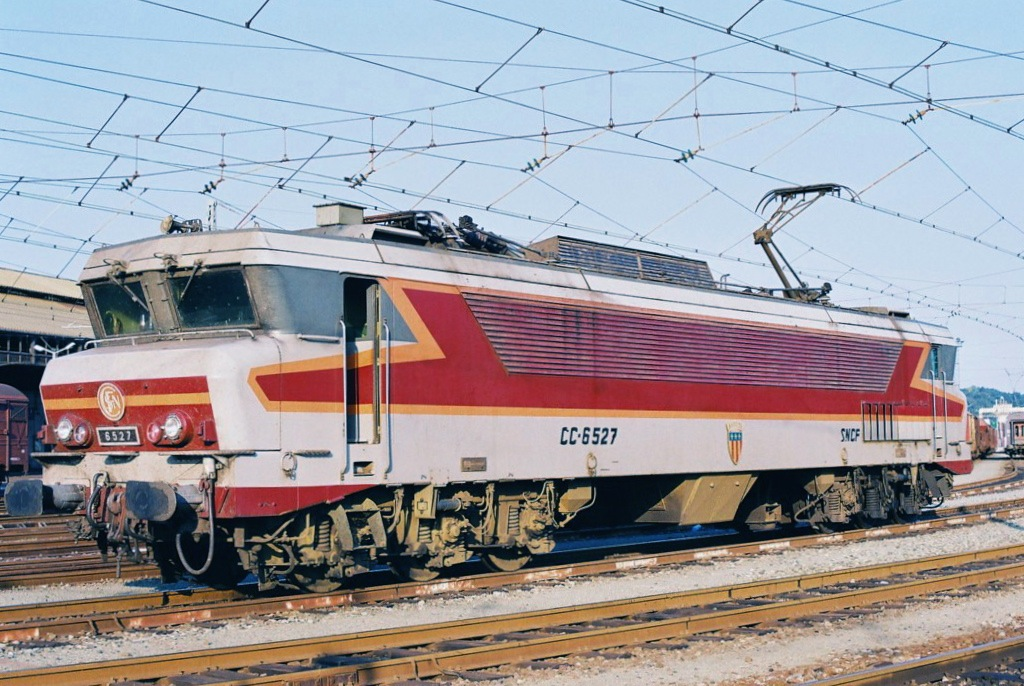
La CC 6527 à Pau en 1986.

Les CC 6500 ont commencé leur prestigieuse carrière au crochet des plus grands trains français, avec parmi eux de nombreux Trans-Europ-Express (le Mistral, le Capitole, l'Etendard ou l'Aquitaine, par exemple) ou "rapides", puis "Grandes Lignes". Leur puissance (5 900 kW) leur a aussi rapidement permis de tracter les trains de marchandises les plus lourds grâce à leur double train d'engrenages (grande vitesse ou petite vitesse).
De leur côté, les machines « Maurienne » assurèrent un difficile service de montagne, pour les trains de voyageurs et de fret. En 1976, avec la réélectrification de la ligne par caténaire, leur service est confondu avec celui des autres machines, pour les trains de fret et de voyageurs du sud-est.
Progressivement, au cours des années 1990, elles sont rassemblées au dépôt de Vénissieux, laissant aux BB 26000 les derniers grands trains de voyageurs tractés à V200. Leur activité est recentrée sur les trains de fret, en particulier sur la ligne de la Maurienne.

### Réforme

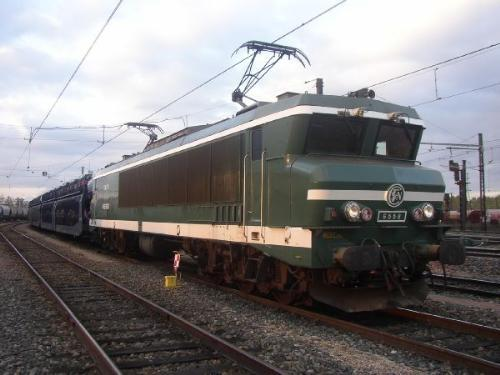
La dernière 6500 verte de sa série, la 6558, vue ici au dépôt de Dijon-Perrigny.

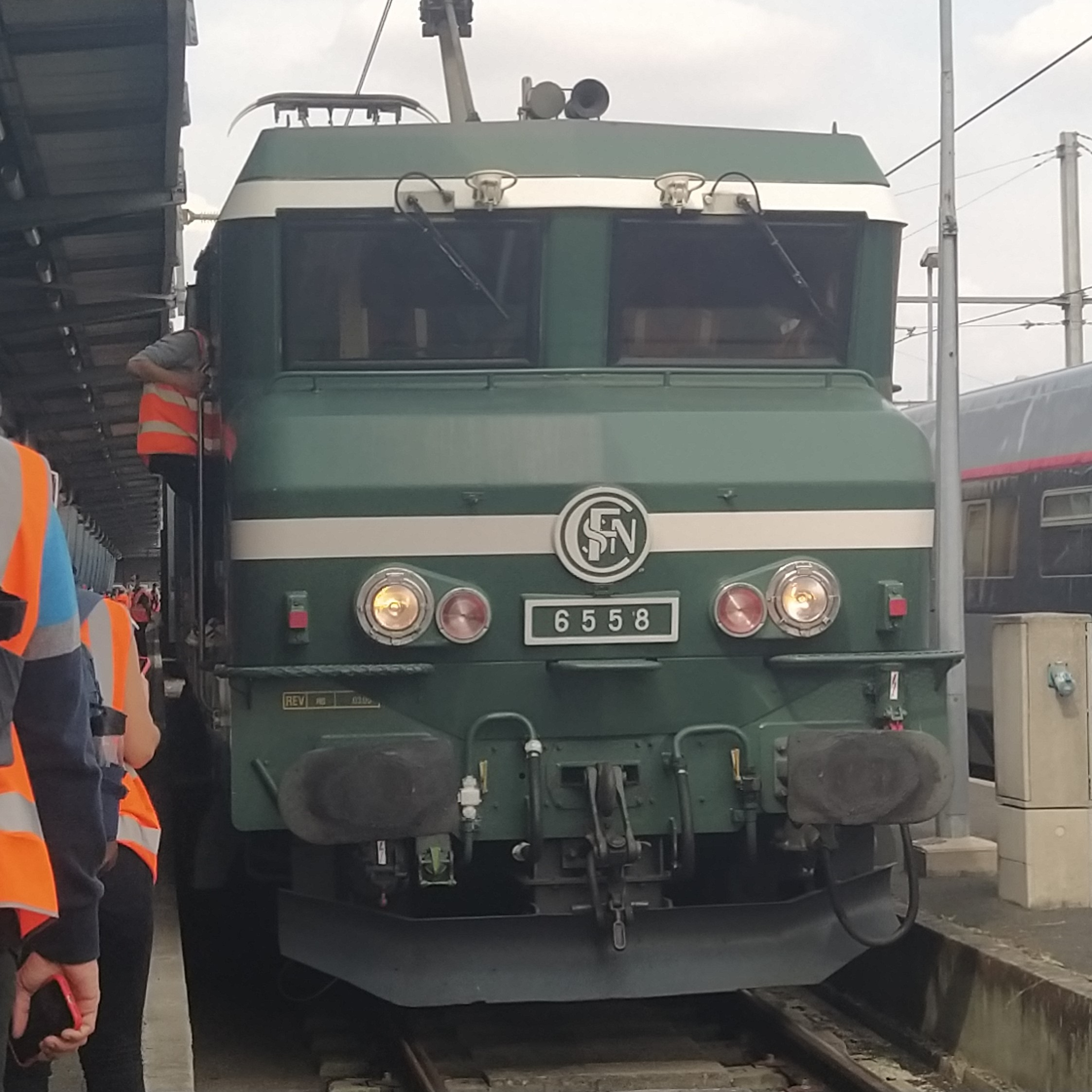
CC 6558 Livrée Maurienne à Villeneuve-St-Georges aux 40 ans du TGV

L'arrivée du TGV, le plan de sauvetage du fret, l'arrivée de nouvelles locomotives (BB 26000 et 36000, puis BB 27000 et 37000), diverses raisons techniques (leur restriction au réseau électrifié en 1500 V continu) et le coût élevé de leur entretien par rapport aux séries plus récentes les condamnent brutalement en 2004. Cette décision surprend les ferrovipathes et le personnel ferroviaire de la traction ; en effet, cette série avait récemment subi des frais importants susceptibles de leur accorder environ quinze ans de sursis : transformation des CC 21000 en CC 6575 à 6578, ajout d'un automate programmable, révision générale récente sur 22 machines.
Seules huit machines sont récupérées par l'activité TER Rhône-Alpes à partir du 1er juin 2006, à savoir les CC 6534, 6545, 6549, 6551, 6558, 6559, 6561 et 6575, toutes en livrée Grand Confort, sauf la CC 6558 en livrée Maurienne et la CC 6559 en livrée fret.
Au changement de service de juin 2006 les CC 6500 n'eurent plus de roulement régulier mais effectuaient toujours des TER, notamment en Maurienne.
Début 2007 seules 4 CC 6500 (CC 6549, 6558, 6559, 6575) étaient encore en service, puis la SNCF décida de stopper leur service fin juin 2007. Un « baroud d'honneur » fut organisé les 12 et 13 mai pour leur rendre hommage, avec un aller-retour entre Lyon et Paris assuré par la CC 6575 et des trains dans la vallée de la Maurienne tractés par la CC 6558, alors que la CC 6559 s'offrait une escapade à Marseille le 13 mai.
Les CC 6500 ont été définitivement retirées du service le 3 juillet 2007 avec l'acheminement de matériels radiés pour Culoz par la CC 6549.

## Lignes desservies
- Lyon ou avant le service d'été 1983 Brotteaux - Ambérieu - Culoz - Bellegarde - Genève (en service international)
- Chambéry - Genève (en service international)
- Paris - Saint-Pierre-des-Corps - Poitiers - Angoulême - Bordeaux - Hendaye - Irun
- Paris - Tours
- Paris - Les Aubrais - Limoges-Bénédictins - Brive-la-Gaillarde - Toulouse - Cerbère - Portbou
- Paris - Dijon - Lyon - Valence - Avignon - Marseille
- Paris - Lyon - Saint-Étienne ( train Aquilon )
- Paris - Bordeaux - Tarbes
- Lyon ou Paris-Gare-de-Lyon - Ambérieu - Culoz - Chambéry - Modane
- Narbonne - Perpignan - Cerbère
- Bordeaux - Toulouse - Montpellier - Marseille
- Toulouse - Tarbes - Lourdes - Pau - Puyoô - Bayonne - Hendaye - Irun

(liste non exhaustive)

## Dépôts titulaires
- Chambéry (dès 1974, avec 21 exemplaires)
- Lyon-Mouche (d'août 1969 à 1980, 1er dépôt titulaire)
- Paris-Sud-Ouest (de février 1970 à 1997)
- Vénissieux (de janvier 1990 à 2007, dernier dépôt titulaire)
- Villeneuve (uniquement en 1969)

## Préservations

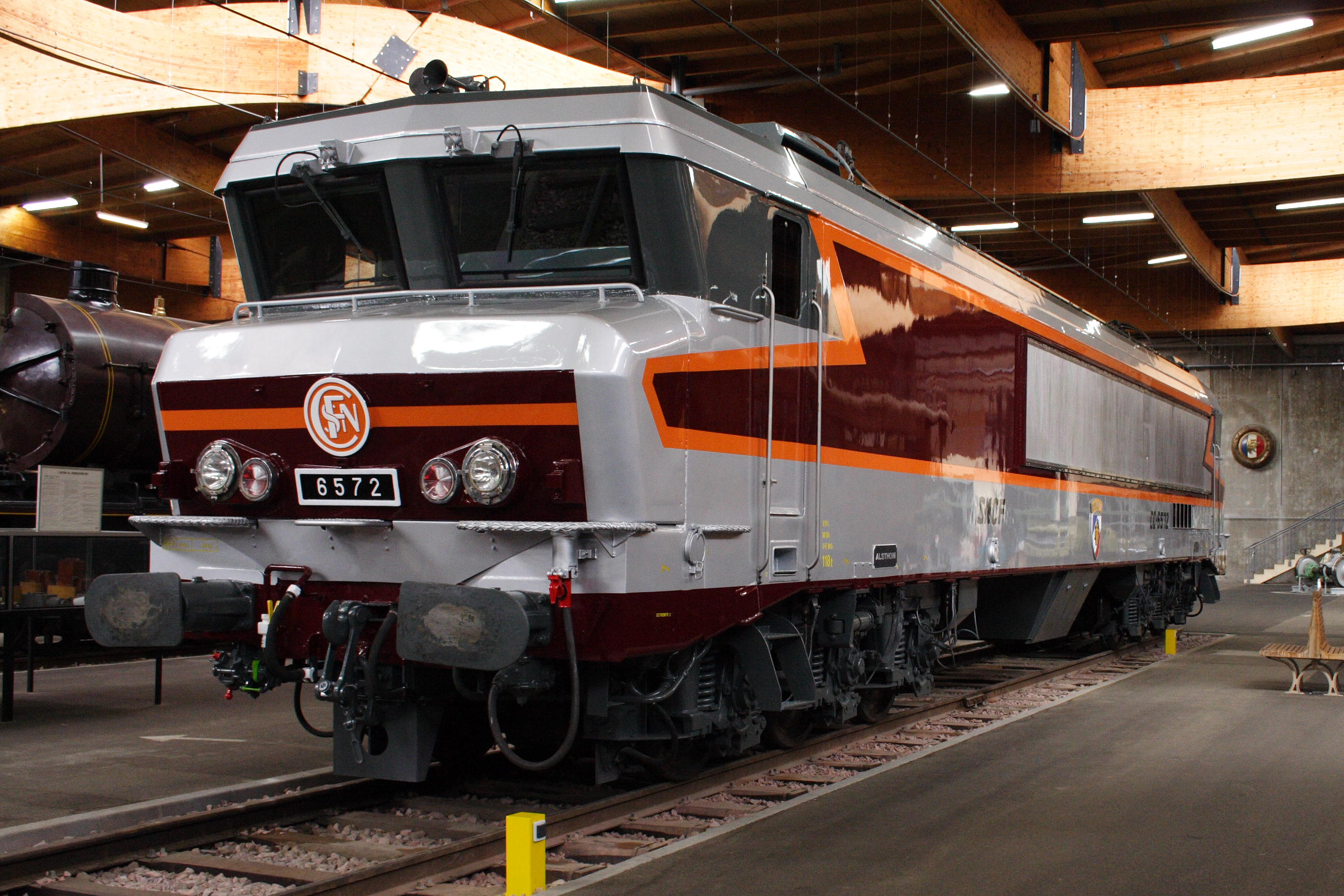
La CC 6572 (ex 6565) à la Cité du train de Mulhouse.

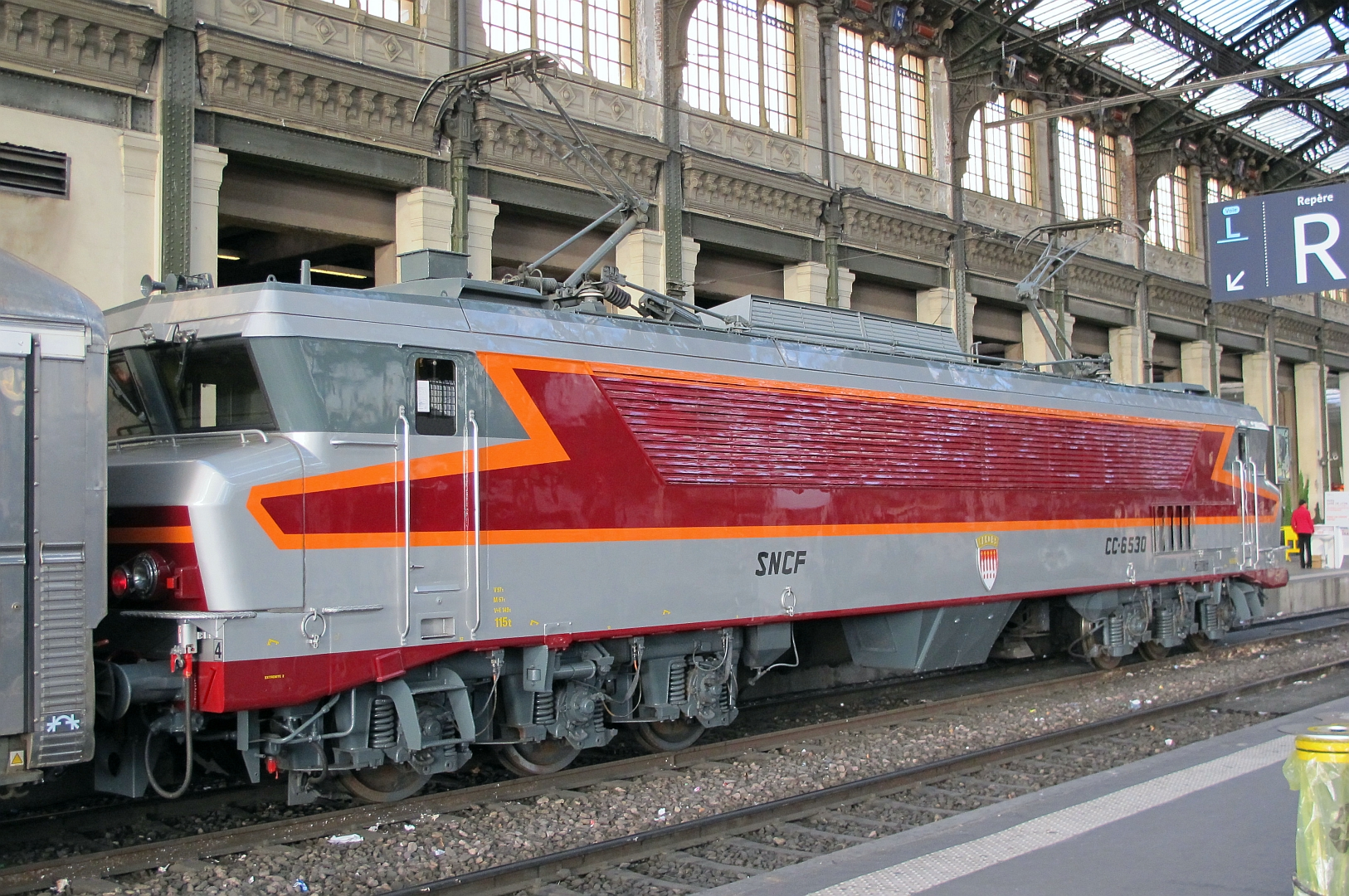
La CC 6530 à Paris-Lyon en 2013.

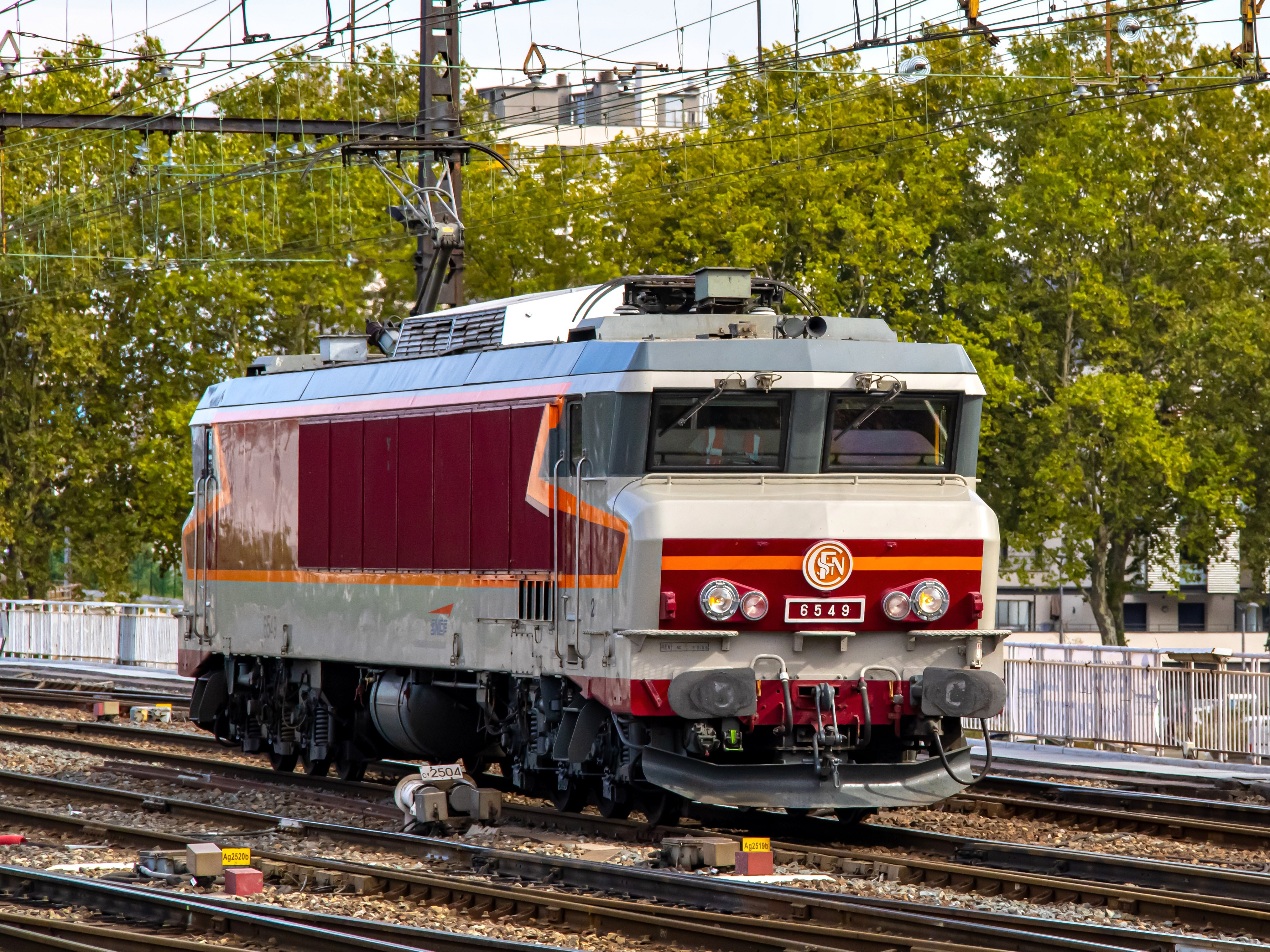
La CC 6549 préservée par l'APMFS, en gare de Lyon Perrache en 2023.

- CC 6503 : préservée au Bahnpark[9] d'Augsburg en Allemagne ; à l'occasion de son arrivée sur place elle a été blasonnée aux armes de la ville.
- CC 6530 : préservée précédemment par la SNCF dans une des réserves de la Cité du train ; elle a été remise en état d'origine, notamment par application du gris argent au lieu du gris béton qu'elle portait en fin de carrière, comme toutes les machines en livrée TEE. Transférée en janvier 2023 à Ambérieu-en-Bugey puis confiée à l'association "Sauvegarde de la CC-6530" et transférée à Paris pour être remise en état de marche.
- CC 6534 : préservée en état de marche par l'association SIMiL500.
- CC 6549 : préservée en état de marche par l'Association pour la Préservation du Matériel Ferroviaire Savoyard (APMFS) de Chambéry[10].
- CC 6558 : préservée en état de marche par l'Association pour la Préservation du Matériel Ferroviaire Savoyard (APMFS) de Chambéry[11], remise en livrée d'origine Maurienne par la SNCF courant 2000.
- CC 6559 : préservée en état de marche par l'association SIMiL500.
- CC 6561 : conservée comme réserve de pièces inter-associations.
- CC 6565 : préservée à la Cité du train de Mulhouse (renumérotée en CC 6572).
- CC 6570 : préservée en état de marche par l'APCC 6570.
- CC 6575 : préservée par l'AAATV Nîmes au Musée du Chemin de Fer de Nîmes[12] (ex CC 21001).

## Modélisme plastique et modélisme haut de gamme
Cette locomotive a été reproduite par les firmes de modélisme :
Reproductions commerciales « classiques » :
- Jouef (1971) (HO)
- Lima (HO)
- Jouef (1994) (HO), reprise par Lima puis par Hornby-Jouef

Reproductions commerciales « modernes » (produits depuis 2005 environ) :
- Roco (2010) (HO)
- Minitrix (N)
- LS Models (2021) (HO)

Reproductions artisanales ou « haut de gamme » :
- TAB (HO)
- AMJL (0)
- Lematec (HO, 0)
- Modelbex (0, I)

## Dans la culture

### Au cinéma
- 1976 : Calmos de Bertrand Blier - à partir de la 52e minute, la CC 6534 est visible dans les Causses, notamment aux alentours de la gare de Sévérac-le-Château.
- 1983 : Le Battant de Alain Delon - quand Jacques Darney (Alain Delon) sort du train et descend en gare, la CC 6509 était la locomotive du train en question.

## Galerie de photographies

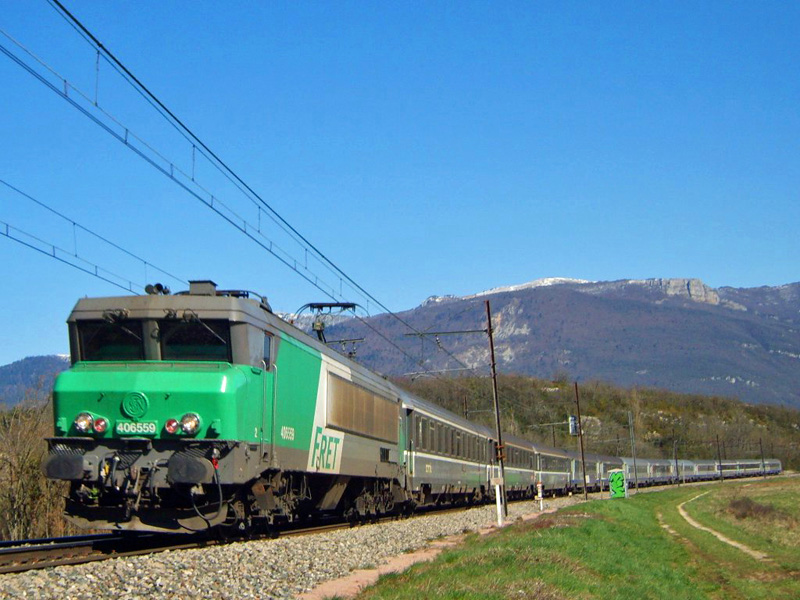
La CC 6559 en livrée Vert FRET sur un TER pour Lyon.
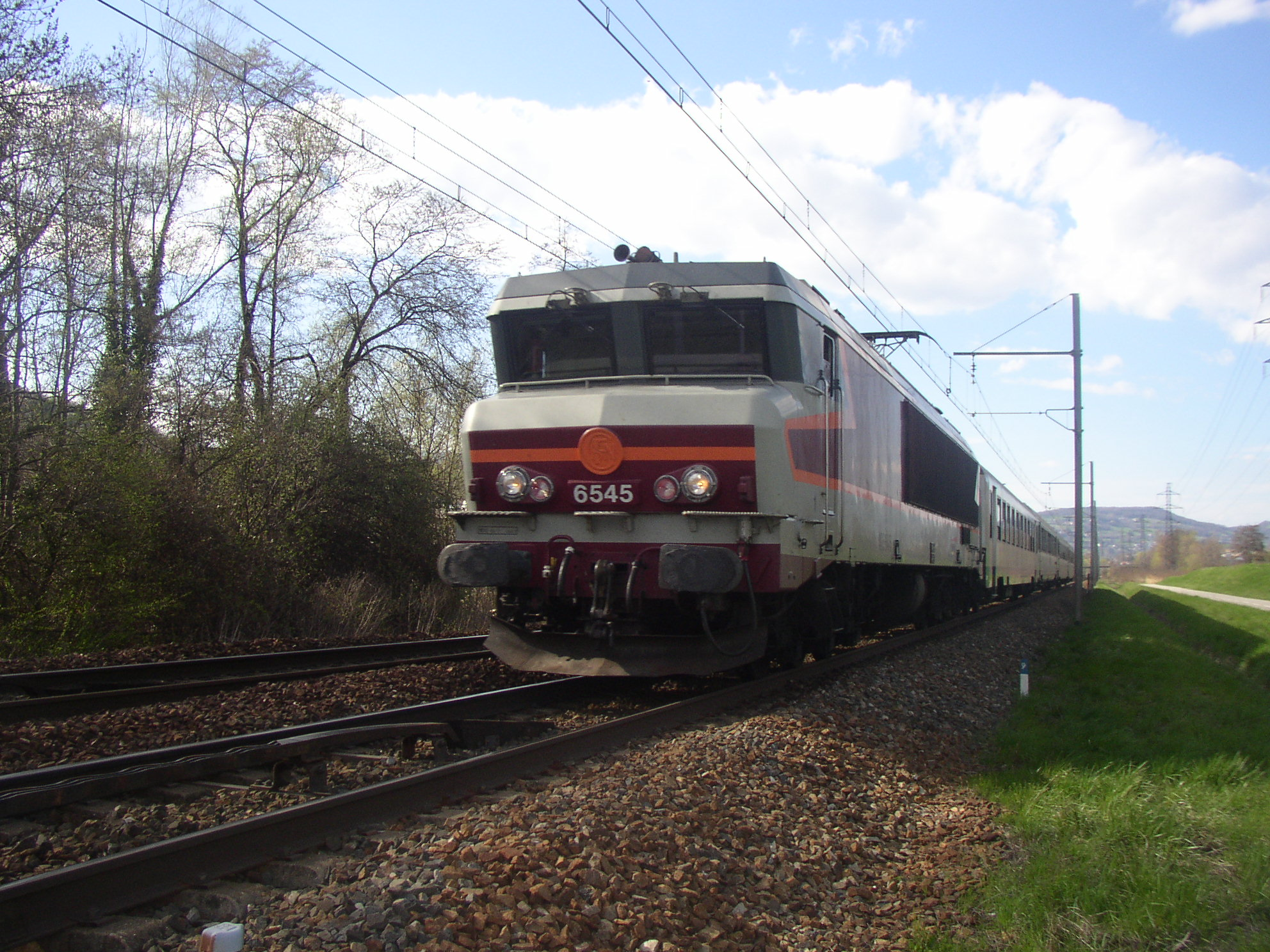
La CC 6545 près de Chambéry.
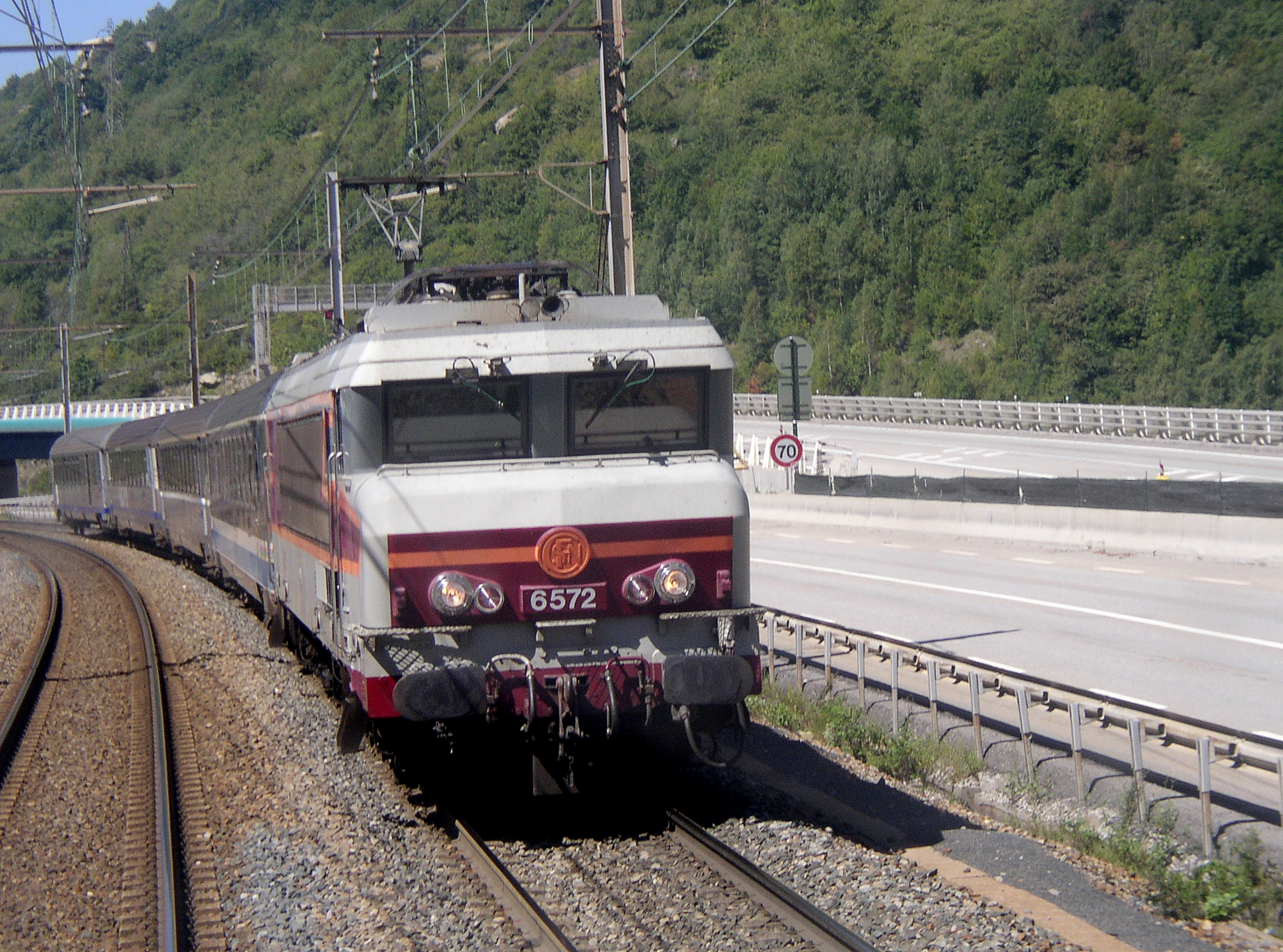
Croisant la CC 6572 pour Modane à Saint-Michel-de-Maurienne en août 2004.
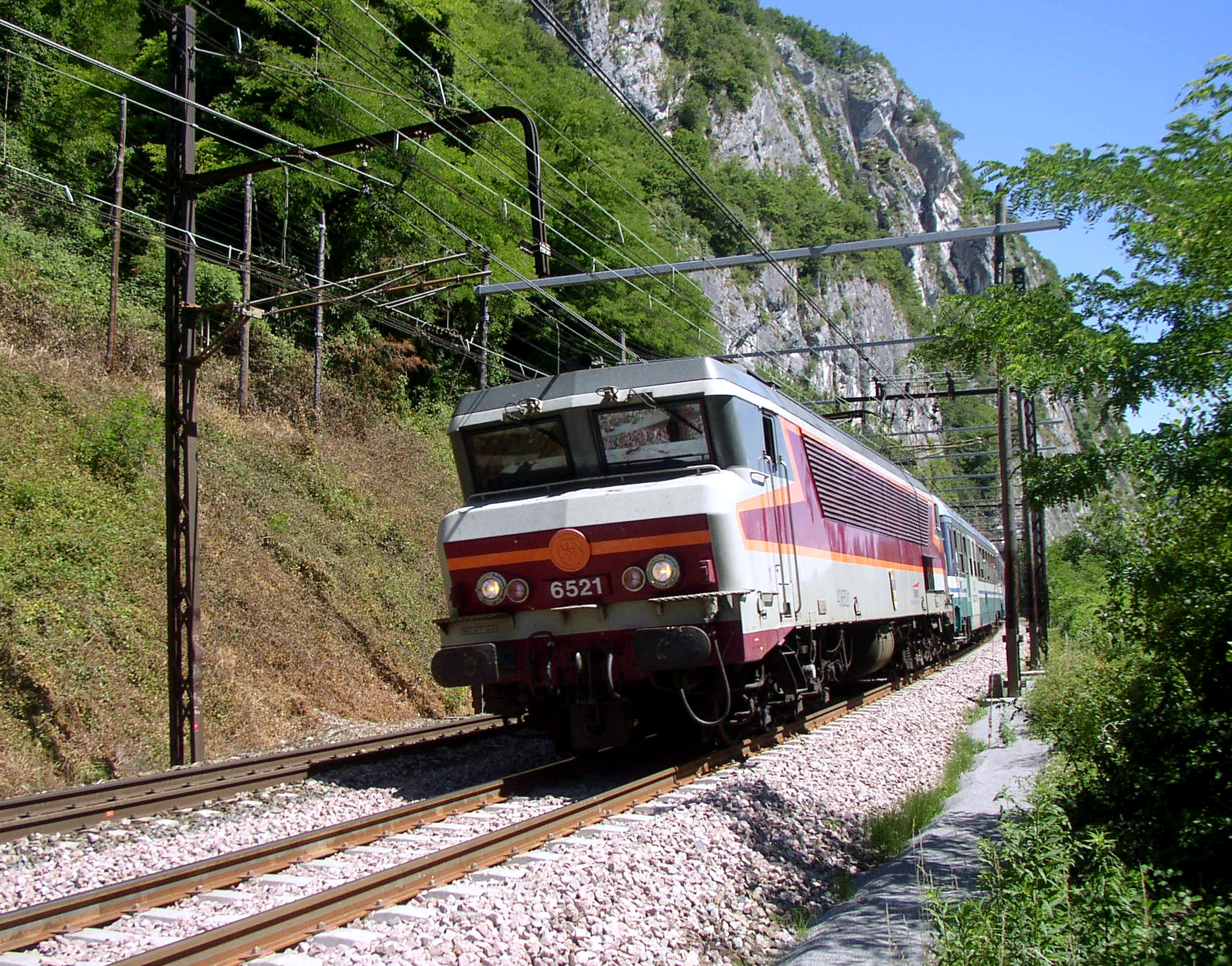
La CC 6521 en livrée TEE au nord d'Aix-les-Bains en 2003.
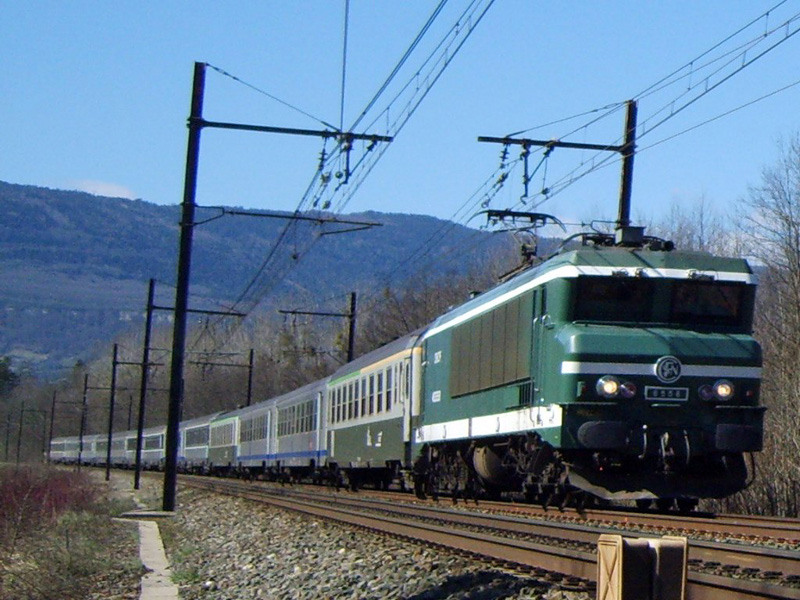
La CC 6558 en livrée Vert Maurienne sur un TER Lyon - Modane.

## Descendance
Deux séries de locomotives dérivées des CC 6500 ont été vendues à l'étranger :
- 7 locomotives E 900, d’une puissance de 2 750 kW et circulant sous 3 kV pour l’Office national des chemins de fer, au Maroc.
- 39 locomotives de la série 363, d’une puissance de 2 750 kW et circulant sous 3 kV pour les chemins de fer slovènes (SŽ), en Slovénie[13].